# Deregolazione
La deregolazione (dall'inglese deregulation) o deregolamentazione è quel processo per cui i governi e gli Stati cessano i controlli sul mercato ed eliminano le restrizioni nell'economia, al fine di incoraggiare le operazioni del mercato stesso, che in questa misura sarebbe considerato come un organismo autoregolatore.
Secondo alcuni teorici dell'economia un tale mercato, libero da qualsiasi controllo governativo, rischierebbe però di rendere lo Stato di diritto subalterno al mercato medesimo.

## Storia
L'idea della deregolamentazione ottenne forza negli anni settanta, influenzata dalle ricerche dell'Università di Chicago e dalle teorie di Ludwig von Mises, Friedrich von Hayek e Milton Friedman, ma soprattutto da quelle di Alfred E. Kahn.
Negli Stati Uniti il processo di deregolamentazione fu portato avanti dal Presidente Carter, influenzato da Kahn e poi proseguito da Ronald Reagan. L'Airline Deregulation Act del 1978 è un notevole esempio, essendo stato introdotto per reintrodurre le forze del mercato nell'industria pesantemente regolata delle compagnie aeree commerciali.
Un problema che ha incoraggiato la deregolamentazione è stata la maniera in cui le industrie oggetto di regolazione spesso controllavano gli enti statali che dovevano regolarle, utilizzandoli per i propri interessi. Anche quando gli enti regolatori iniziarono a funzionare indipendentemente, un processo conosciuto come cattura regolatoria vide spesso gli interessi dell'industria dominare su quelli del consumatore. Uno schema simile è stato osservato riguardo al processo di deregolamentazione, controllato esso stesso dalle industrie regolate.
Quelli che sono stati percepiti come fallimenti della deregolamentazione, come il fallimento del settore creditizio americano negli anni ottanta, hanno portato a una limitata ri-regolamentazione e ad approcci alla regolamentazione più equilibrati, enfatizzando la qualità della regolamentazione sulla quantità. La questione fondamentale è dunque quella di regolare gli affari intelligentemente, piuttosto che semplicemente rimuovere o aggiungere regolamentazioni, usando teorie economiche il più possibile sofisticate.
Molti processi etichettati come deregolamentazioni sono stati in effetti esempi di ri-regolamentazione affiancati a un processo di liberalizzazione del mercato che hanno avuto come protagonisti aziende pubbliche che sono state inserite nel settore privato.

## Descrizione
La base razionale per la deregulation è, generalmente, che un minor numero di regole porta a un maggior livello di concorrenza, a rimuovere i vincoli burocratici e conseguentemente a maggior produttività, maggior efficienza, costi inferiori per le imprese e, in generale, prezzi più bassi.
La deregolamentazione è differente dalla liberalizzazione, che si dovrebbe riferire più alla sfera del corporativismo privato, perché un mercato liberalizzato, permettendo un qualsiasi numero di concorrenti, può essere regolato al fine di proteggere i diritti dei consumatori, specialmente per prevenire la creazione di oligopoli. Tuttavia i termini sono usati indifferentemente riferendosi alle attività liberalizzate o deregolamentate.

### Settori interessati
La deregulation si riferisce di solito a settori di pubblica utilità (telefoni, gas, elettricità, acqua, trasporti), a servizi finanziari (dal sistema bancario alla Borsa), a mercati particolarmente sensibili (mercato del lavoro) e a esternalità, come nel caso delle regole antinquinamento.

## Nel Mondo

### Argentina
L'Argentina ha intrapreso una pesante deregolamentazione economica sotto il governo Menem. Queste direttive, incoraggiate da organizzazioni internazionali come l'FMI e l'Organizzazione mondiale del commercio, hanno prodotto un enorme fenomeno di deindustrializzazione e disoccupazione e sono diventate impopolari dopo il collasso politico-economico del 2001. Molti analisti accusano la deregolamentazione di aver causato la crisi.

### Giappone
Da quando la bolla economica è scoppiata, negli anni novanta, il governo giapponese ha visto la deregolamentazione come un metodo per risollevare l'economia, non potendo tagliare le tasse a causa del grande deficit statale.